# ルノー・14
ルノー・14(Renault 14/R14)は、フランスのルノーが製造・販売していた自動車である。

## 概要
フォルクスワーゲン・ゴルフやシトロエン・GSなどがひしめき、後のCセグメントとなるヨーロッパで最も重要な小型ファミリーカークラスに向けて投入されたルノーの切札であった。1970年に操業を開始したドゥエー工場の主力生産車となった。
ボディは5ドアハッチバックのみの展開で、縦置きFWDに固執していたルノーが初めて横置きFWDレイアウトを採用した記念すべきモデルでもある。とはいえそのパワーユニットはPSAと共同開発したものでエンジン、ギアボックスは先にデビューしていたプジョー・104と共通である。
スタイリングは一見簡素だが、ウェッジシェイプや前後のフェンダーに膨らみを持たせた処理など、他のメーカーが何年も後になって採用したデザインをすでに取り入れており、1976年の工業デザイン賞を獲得するなど、専門家からの評価は高かった。しかしその斬新なスタイリングを洋梨に見立てた広告が一般大衆には受け入れられず早々に打ち止めになったり、販売も芳しくないスタートだったという。広い室内やフルフラットや取り外しのできるリアシートなどもセールスポイントだったが、早期のボディ腐食問題などもあり、評判は悪化した。
1980年にマイナーチェンジを実施、フロントマスクなどを小変更したフェイズ2へ移行。後にルノーは装備を充実させるなどして評判の巻き返しを図ったが、最初に付いてしまったイメージを拭えないまま、7年という短命で999,193台を生産した。後継車は9/11。日本市場への正規導入はなかった。

### エンジン
デビュー当初はLとTLの2トリムのみで全車プジョー・104と共通の1,218cc SOHC直列4気筒のX5G型(58hp/43kW)を後方に72度傾けて、ギアボックスをエンジン下に抱え込み、上部の空いたスペースにはスペアタイヤが搭載されたダンテ・ジアコーサともアレック・イシゴニスともまた違うプジョー方式であった。
1979年に追加されたTSは1361cc(69hp/51kW) X6J型を搭載。
組み合されるトランスミッションはギアボックスは4段MTと5段MT（1982年からTSに標準、他はオプション）。

## 車名
フランス語では「14」を「キャトーズ」(仏: quatorze)と読む。